# Nanu, Sie kennen Korff noch nicht?
Nanu, Sie kennen Korff noch nicht? ist eine Kriminalkomödie von Fritz Holl aus dem Jahr 1938.

## Handlung
Niels Korff ist ein unbescholtener Musiker, der sich nur für das Flötenspiel und seinen Dackel Peterle interessiert. Er ahnt nicht, dass der Privatdetektiv van Gaalen und dessen Freundin Philippine Schimmelpenninck seine Identität für einen waghalsigen Plan zweckentfremden, mit dem eine Verbrecherbande um den gerissenen Monsieur Dufour in die Falle gelockt werden soll. Philippine schreibt unter Korffs Namen Kriminalromane, in denen die Verbrechen der Dufour-Bande thematisiert werden. Die Bücher werden noch dazu mit Korffs Bild auf dem Buchcover veröffentlicht. Wie erwartet, wird die Bande dadurch auf Korff aufmerksam und will ihn als vermeintlich gefährlichen Gegner ausschalten.
Van Gaalen, der Korff ständig überwacht und dadurch hofft, die Gangster schnappen zu können, verschafft als vermeintlicher Theateragent dem arbeitsuchenden Korff eine Rolle als Musikclown am Revuetheater „Trocadero“. Prompt lanciert Dufours Bande den Killer Kelly in dieselbe Revue, und zwar als Messerwerfer, da er diese Kunst recht gut beherrscht. Während der Vorstellung soll sich dann ein bedauerlicher Unfall ereignen. In der Premiere stehen sich schließlich entsprechend ihren Rollen der Killer als Indianerhäuptling und Korff als Held am Marterpfahl gegenüber. Vor Mordbegier schon ganz ungeduldig, zückt Kelly zuerst ziemlich unindianisch seine automatische Pistole, die Korff allerdings nichts anhaben kann, denn der als Feuerwehrmann getarnte van Gaalen hatte die Waffe bereits hinter der Bühne bemerkt und ihr Magazin gegen eines mit Platzpatronen ausgetauscht. Nun folgt die Messerwerfernummer, von der van Gaalen leider nichts wusste, und es hätte mit Korff wohl ein tragisches Ende genommen, wenn Kelly nicht vor Wut so unsicher geworden wäre, dass sämtliche Messer Korffs Kopf knapp verfehlen. Sowohl das Publikum als auch der Regisseur sind von der Darbietung hellauf begeistert, und der nichtsahnende Korff verbeugt sich mit dem zähneknirschenden Killer unter rauschendem Applaus.
Korff hat sich inzwischen auch in die reizende Dortje, Tochter des Kunsthändlers Vermeylen verliebt. Da der Kunsthändler und insbesondere ein wertvolles Rubens-Gemälde aus dessen Besitz das nächste Ziel der Dufour-Bande sind, lockt die Schimmelpenninck in van Gaalens Auftrag Korff mit einem angeblich von Dortje stammenden Brief in dessen Villa nach Egmond aan Zee. Ein erster Diebstahlsversuch durch den als Kunsthändler auftretenden Morton, ein weiteres Mitglied der Dufour-Bande, und die anderen Helfershelfer Dufours schlägt fehl, da die trickreiche Philippine das Gemälde gegen eine Fälschung vertauschen kann. Nun kommt es in der Villa des Kunsthändlers zum Showdown, bei dem Korff mit einer Riesenschlange (Python) im Keller landet, sich aber mit seinem Flötenspiel die Schlange vom Leib halten kann. Dufour, Morton und Kelly werden mit Hilfe der durch van Gaalen herbeigeholten Polizei dingfest gemacht. Nachdem van Gaalen und seine Freundin dem armen Niels Korff die ganze Geschichte erklärt haben, können Korff und Fräulein Dortje glücklich und zufrieden heiraten.

## Produktion
Der Film wurde von der Berliner Terra Film produziert und verliehen. Die deutsche Erstaufführung fand am 21. Dezember 1938 statt.